# Ефективне зіткнення
Ефективне зіткнення (рос. эффективное столкновение, англ. effective collision) — співудар молекулярних частинок реактантів, які досягли енергії, рівної(чи більшої) енергії активації реакції. Результатом активного зіткнення є перехід реактантів у продукти реакції за умови, що воно відбулось при певній взаємній орієнтації частинок реактантів.
Термін застосовується у флокуляції, агломерації, флотації, хімії.